# Лебеди, отражающиеся в слонах
«Лебеди, отражающиеся в слонах» — картина испанского художника Сальвадора Дали, написанная в 1937 году. Находится в частной коллекции.

## Информация о картине
Образы-галлюцинации, порождаемые «параноидально-критическим методом» Дали, делятся на два основных типа: самостоятельный образ, который изменяется в соответствии с таинственными законами зрительного восприятия, как «Большой параноик», и группы из двух или более непохожих друг на друга объектов, в которых художник выявляет неожиданное сходство, например, между колоколом и фигурой скачущей девочки в «Окраинах параноидально-критического города». Однако здесь Дали комбинирует оба типа в виртуозном иллюзионистическом спектакле. Лебеди и три засохших дерева, отражаясь в воде, принимают облик слонов, причем, если повернуть картину вверх ногами, слоны превращаются в лебедей, и наоборот. Мягкие, скользкие поверхности предметов и их корчащиеся формы (даже облака кажутся живыми существами) создают неуютную атмосферу, странно контрастирующую с прозаической фигурой праздно стоящего человека.